# Lijst van Sensation-feesten

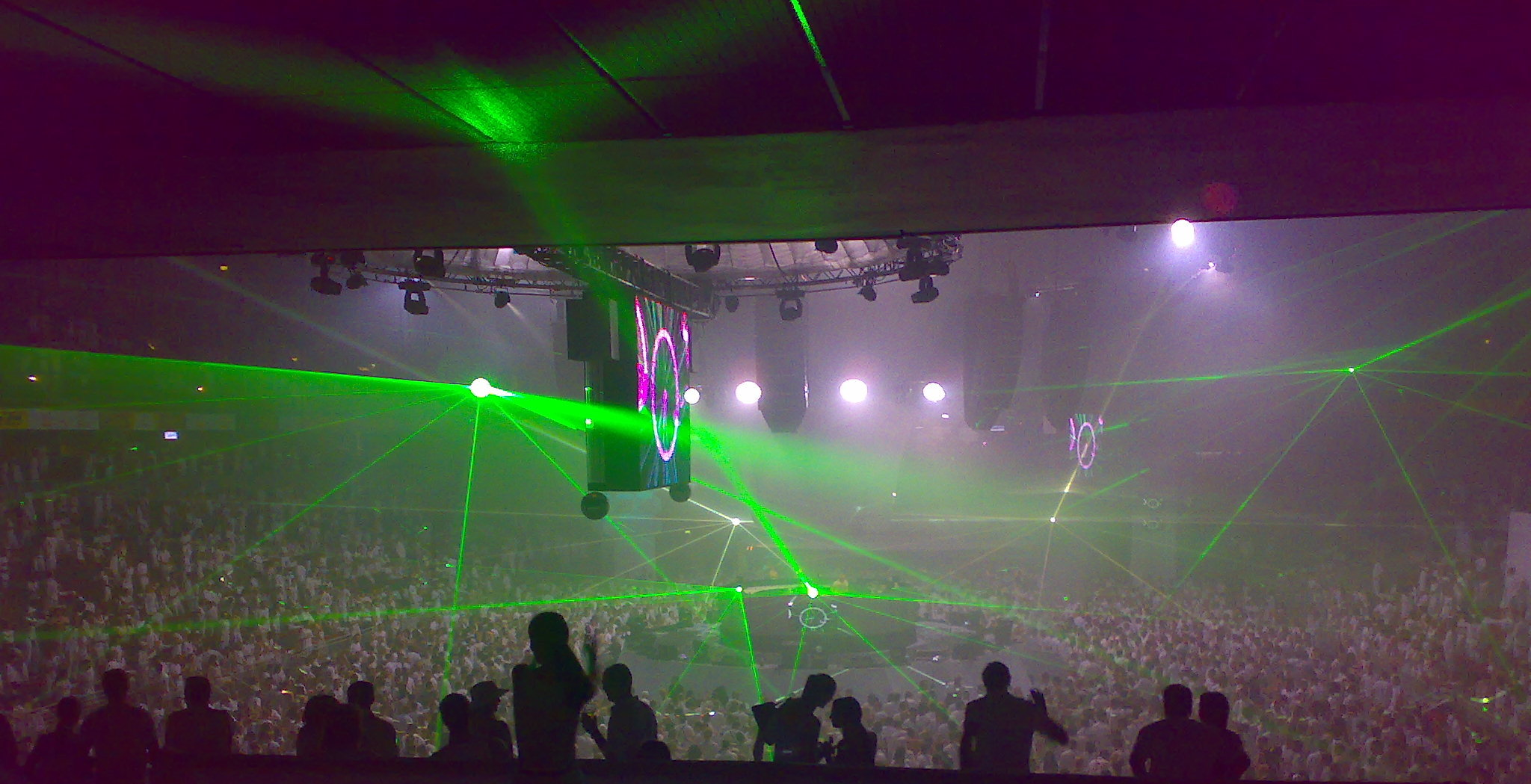
Sensation White 2007, Letland

Sensation is een Nederlands dancefeest dat sinds 2000 ieder jaar gehouden wordt in de Amsterdam ArenA, waarbij verschillende dj's 'lichtere' housemuziek draaien zoals trance. Dit is een lijst van Sensations wereldwijd.
| Datum             | Plaats en land                                                  | Programma | Thema                                                                  |
| ----------------- | --------------------------------------------------------------- | --- | ---------------------------------------------------------------------- |
| 1 juli 2000       | Amsterdam ArenA, Nederland                                      | (area 1) ; Tiësto, DJ Jean, Judge Jules, Sven Väth, Carl Cox (area 2) ; Erick E, Godard, Joost van Bellen, Marcello, Roog (area 3) ; Bas & Ram, Chriz, Dana, JP en Spider |                                                                        |
| 7 juli 2001       | Amsterdam ArenA, Nederland                                      | Erick E, Roog, Rank 1, Marco V, DJ Jean, Michel de Hey |                                                                        |
| 6 juli 2002       | Amsterdam ArenA, Nederland                                      | Johan Gielen, Erick E, DJ Jean, Armin van Buuren, Marcello | Religie                                                                |
| 5 juli 2003       | Amsterdam ArenA, Nederland                                      | Marnix, Ferry Corsten, Armin van Buuren, Marco V, Johan Gielen | Water & Fire                                                           |
| 3 juli 2004       | Amsterdam ArenA, Nederland                                      | Brian S., Benjamin Bates, Paul van Dyk, Sander Kleinenberg, Erick Morillo, Joost van Bellen | Greek Mythology                                                        |
| 16 april 2005     | Sportpaleis Antwerpen, België                                   | Marco V, Elof de Neve, Junior Jack, Kid Crème, Armin van Buuren | Greek Mythology                                                        |
| 2 juli 2005       | Amsterdam ArenA, Nederland                                      | Laidback Luke, David Guetta, Audio Bullys, Armin van Buuren, Marco V, DJ Jean | Space                                                                  |
| 16 juli 2005      | Veltins Arena, Duitsland                                        | Erick Morillo, Boris Dlugosch, Carl Cox, Armin van Buuren, John Acquaviva, Moguai, Moonbootica, Sven Väth, Tom Novy | Space                                                                  |
| 15 april 2006     | Sportpaleis Antwerpen, België                                   | Darren Emerson, Dave Lambert, M.I.K.E., Marco V, Tom de Neef | Space                                                                  |
| 1 juli 2006       | Amsterdam ArenA, Nederland                                      | Housequake (Roog & Erick E), Tiësto, David Guetta, Steve Angello, Sander Kleinenberg, Ferry Corsten, Benny Rodrigues | Dreams                                                                 |
| 15 juli 2006      | Veltins Arena, Duitsland                                        | (main) ; Felix da Housecat, Dj Hell, Moguai, Richie Hawtin, Sven Väth, the Disco boys (Special floor) ; Josh Wink, Karotte, Monika Kruse, Moonbotica, Tobi Neumann (deluxe floor) ; baby Jane, Cybersissy, Disco Gessner, Hildegard, Raphael Morrineau, Tania Monies, The funky chicken club | Dreams                                                                 |
| 28 oktober 2006   | Wroclaw arena, Polen                                            | Junior Jack, Kid Crème, ATB, Tomcraft, Marco V, Tom Novy | Space                                                                  |
| 31 maart 2007     | Sportpaleis Antwerpen, België                                   | Benjamin Bates, David Guetta, Fedde le Grand, Ferry Corsten, Fred Baker, Markus Schulz, The Glimmers | Dreams                                                                 |
| 2 juni 2007       | Sazka Arena, Tsjechië                                           | Gabriel & Dresden, Sander van Doorn, Michael Burian, David Guetta, Armin van Buuren, Sebastian Ingrosso | Space                                                                  |
| 7 juli 2007       | Amsterdam ArenA, Nederland                                      | (main); Mason, Fedde le Grand, Erick E, David Guetta, Darren Emerson, Junior Jack & Kid Crème ft. MC Gee (deluxe) ; Chuckie, Funkerman, Groove Addicts, Isis, Luciën Foort, Marnix, Ricky Rivaro, Roger Martinez                                                                             | "Tree of Love" of Hof van Eden                                         |
| 7 oktober 2007    | Ludowa Hall, Polen                                              | Sander van Doorn, David Guetta, Michael Burian, Sebastian Ingrosso, Angelo Mike vs John Hetmond, Markus Schulz | "Tree of Love" of Hof van Eden                                         |
| 31 december 2007  | LTU Arena, Duitsland                                            | Axwell, Erick Morillo, Monika Kruse, Mousse T, Tocadisco, Turntablerocker | "Tree of Love" of Hof van Eden                                         |
| 8 maart 2008      | Mapocho Station, Santiago, Chili                                | Armin van Buuren, Possitive, Morrison, Tweeder, Sebastian Ingrosso | Space                                                                  |
| 26 april 2008     | Sportpaleis Antwerpen, België                                   | David Guetta, Marcel Woods, Marco V, Mason, Sebastian Ingrosso, Yves V | "Tree of Love" of Hof van Eden                                         |
| 3 mei 2008        | Sportarena (Boedapest), Hongarije                               | Fedde le Grand, Mauro Picotto, Paul Oakenfold, Sander Kleinenberg | "Tree of Love" of Hof van Eden                                         |
| 31 mei 2008       | O2 arena Praag, Tsjechië                                        | Laidback Luke, Michael Burian, Fedde le Grand & Camille Jones, Axwell, Markus Schulz, Marco V | "Tree of Love" of Hof van Eden                                         |
| 7 juni 2008       | Arena Riga, Letland                                             | Benjamin Bates, Fedde le Grand, David Guetta, Markus Schulz, Michael Burian | "Tree of Love" of Hof van Eden                                         |
| 11 juni 2008      | SKK arena, Rusland                                              | Carl Cox, Erick E Dj Feel, Fedde le Grand, Matisse, Ferry Corsten | Space                                                                  |
| 5 juli 2008       | Amsterdam ArenA, Amsterdam                                      | Chuckie, Felix da Housecat, Fedde le Grand, Laidback Luke, Tocadisco, Marco V | Ocean of White (Oceaan thema, als metafoor voor het vinden van jezelf) |
| 15 november 2008  | Parken Stadium, Kopenhagen, Denemarken                          | Erick E, Kjeld Trolstrup, Tiga, Rune RK, Sebastian Ingrosso & Steve Angello | Ocean of White                                                         |
| 22 november 2008  | Palacio de Deportes, Madrid, Spanje                             | Erick E, Martin Solveig, Abel Ramos, Derrick May, Sebastian Ingrosso, Sander van Doorn | Ocean of White                                                         |
| 31 december 2008  | LTU Arena, Duitsland                                            | Loco Dice, Moguai, Moonbootica, Mousse T, Roger Sanchez, Sebastian Ingrosso | Ocean of White                                                         |
| 31 december 2008  | Melbourne, Australië                                            | | Hof van Eden                                                           |
| 14 maart 2009     | Ethias Arena Hasselt                                            | Armin van Buuren, Tocadisco, Dr. Lektroluv, Martin Solveg, Eric Prydz, Tom Leclerq & Barry Fore | Ocean of White                                                         |
| 14 maart 2009     | Mapocho Station, Santiago, Chili                                | Love 00, Ron Carroll, Marco V, Junkie XL, Sebastian Ingrosso, Monika Kruse | Hof van Eden                                                           |
| 4 april 2009      | São Paulo, Brazilië                                             | Gui Boratto, Erick E, Fedde le Grand, Ferry Corsten, Mark Knight, Mason | Hof van Eden                                                           |
| 2 mei 2009        | Wiener Stadthalle, Wenen, Oostenrijk                            | Segio Flore, Erick E, Fedde le Grand, Sebastian Ingrosso, Tocadisco | Ocean of White                                                         |
| 9 mei 2009        | Pavilhão Atlântico, Lissabon, Portugal                          | Erick E, Diego Miranda, Mastiksoul, Sebastian Ingrosso, Felix da Housecat, Tocadisco | Ocean of White                                                         |
| 16 mei 2009       | Sport Arena, Budapest, Hongarije                                | Muzzaik, Axwell, Sebastian Ingrosso, Sander van Doorn, Tocadisco | Ocean of White                                                         |
| 23 mei 2009       | Stadion Hallen, Zürich, Zwitserland                             | Oliver Stumm, Dirty South, Fedde le Grand, Sebastian Ingrosso, Tocadisco | Ocean of White                                                         |
| 6 juni 2009       | O2 Arena, Praag, Tsjechië                                       | Eric Prydz, Housequake, Sebastian Ingrosso, Sander van Doorn, Tocadisco | Ocean of White                                                         |
| 12 juni 2009      | SKK Arena, Sint Petersburg, Rusland                             | Dj Feel, Tocadisco, Fedde le Grand, Sander van Doorn | Hof van Eden                                                           |
| 3 & 4 juli 2009   | Amsterdam ArenA, Nederland                                      | Sebastian Ingrosso, Fedde le Grand, Erick E, Sander van Doorn, Mr. White, suprise act tijdens de set van Fedde le Grand: The Black Eyed Peas | Wicked Wonderland, gebaseerd op het verhaal Alice in Wonderland        |
| 3 oktober 2009    | Hala Stulecia, Warschau, Polen                                  | Erick E, Fedde le Grand, Sebastian Ingrosso, Mr White, Richard Durand | Wicked Wonderland                                                      |
| 31 oktober 2009   | Parken Stadium, Kopenhagen, Denemarken                          | Morten Breum, Erick E, Axwell, Mr White, Sebastian Ingrosso, Tocadisco | Wicked Wonderland                                                      |
| 31 december 2009  | Esprit Arena, Düsseldorf, Duitsland                             | Erick E, Fedde Le Grand, Mr. White, Laidback Luke, Tocadisco | Wicked Wonderland                                                      |
| 31 december 2009  | Etihad Stadium, Melbourne, Australië                            | TV Rock, Kaz James, Richard Durand, Dirty South, Roger Sanchez, Sebastian Ingrosso | Ocean of White                                                         |
| 13 maart 2010     | Ethias Arena, Hasselt, België                                   | Erick E, Martin Solveig, Mr. White, Sebastian Ingrosso, Sander Van Doorn, MC Gee | Wicked Wonderland                                                      |
| 17 april 2010     | Anhembi Parque, Sao Paolo, Brazilië                             | Chuckie, Live is a Loop, Above & Beyond, Felix da Housecat, Tocadisco | Ocean of White                                                         |
| 30 april 2010     | Mapocho Station, Santiago, Chili                                | Christian Smith, Mastiksoul, Sharam | Ocean of White                                                         |
| 29 mei 2010       | O2 Arena, Praag, Tsjechië                                       | Erick E, Mr. White, Jerome Isma-Ae, Martin Solveig, Michael Burian & Peyton,Marco V | Wicked Wonderland                                                      |
| 12 juni 2010      | SKK Arena, Sint Petersburg, Rusland                             | Jerome Isma-Ae, Avicii, Sander Kleinenberg, Eric Prydz, Chuckie, Matisse & Sadko, Romeo | Ocean of White                                                         |
| 19 juni 2010      | Pavilhão Atlântico, Lisabon, Portugal                           | Diego Miranda, Mr. White, DJ Vibe, Martin Solveig, Sebastian Ingrosso & Steve Angello, Gui Boratto | Wicked Wonderland                                                      |
| 3 juli 2010       | Amsterdam Arena, Amsterdam, Nederland                           | Mr. White, 2000 and One, Swedish House Mafia, Joris Voorn, Sunnery James & Ryan Marciano, Chuckie | Celebrate Life With House                                              |
| 23 oktober 2010   | Hala Stulecia, Warschau, Polen                                  | Mr. White, Jerome Isma-Ae, Dash Berlin, Laidback Luke, Chuckie, Alex Gaudino | Celebrate Life With House                                              |
| 13 november 2010  | Parken Stadium, Kopenhagen, Denemarken                          | Mr. White, Noir, Fedde le Grand, Joris Voorn & 2000 and One, Eric Prydz, Chuckie | Celebrate Life With House                                              |
| 31 december 2010  | Esprit Arena, Düsseldorf, Duitsland                             | Richie Hawtin, Fedde Le Grand, Sebastian Ingrosso, Joris Voorn & 2000 and One, Funkagenda, Mr. White | Celebrate Life With House                                              |
| 12 maart 2011     | Hasselt, België                                                 | Laidback Luke, Chuckie, Martin Solveig, Joris Voorn & 2001 and one, Mr. White & Dimitri Vegas & Like Mike | Celebrate life with house                                              |
| 19 maart 2011     | Santiago, Chile                                                 | Mr. White, Erick E, Fedde le Grand, Sander van Doorn, Tocadisco | Wicked Wonderland                                                      |
| 14 april 2011     | Telenor Arena, Oslo, Noorwegen                                  | Nils Noa, Funkagenda, Sander van Doorn, Avicii, Marco V, Benni Benassi | Ocean of White                                                         |
| 8 mei 2011        | International Exhibition Center, Kiev, Oekraïne                 | Kirill Doomski, Lutique, Jerome Isma-Ae, Fedde Le Grand, Martin Solveig, Gabriel & Dresden | Ocean of White                                                         |
| 21 mei 2011       | Belgrado, Servië                                                | Mr. White, Fedde le Grand, Chuckie, Sander van Doorn, Sebastian Ingrosso | Ocean of White                                                         |
| 28 mei 2011       | Praag, Tsjechië                                                 | Mr. White, AN21 & Max Vangeli, Sharam, Hardwell, Fedde le Grand, Joris Voorn & 2000 and One | Celebrate Life with House                                              |
| 18 juni 2011      | SKK Arena, Sint Petersburg, Rusland                             | Mr. White, Matisse & Sadko, Alexey Romeo, Fedde le Grand, Joris Voorn & 2000 and One, Sebastian Ingrosso | Celebrate Life with House                                              |
| 18 juni 2011      | São Paulo, Brazilië                                             | Mr. White, Kascade, Roger Sanchez, Above & Beyond, Sander van Doorn | Wicked Wonderland                                                      |
| 2 juli 2011       | Amsterdam Arena, Amsterdam, Nederland                           | Mr. White, AN21 & Max Vangeli, Fedde le Grand & Martin Solveig, Daniel Sanchez & Juan Sanchez, Afrojack, Sander van Doorn | Innerspace                                                             |
| 14 augustus 2011  | O2 Arena, Londen, Engeland                                      | Mr. White, Erick E, Fedde le Grand, Joris Voorn & Nic Fanciulli, Martin Solveig, Sander Van Doorn | Ocean of White                                                         |
| 8 oktober 2011    | Palau Sant Jordi, Barcelona, Spanje                             | Mr. White, Wally López, Sharam, Fedde le Grand, Sunnery James & Ryan Marciano, Daniel Sanchez & Juan Sanchez | Innerspace                                                             |
| 29 oktober 2011   | Parken Stadium, Kopenhagen, Denemarken                          | Mr. White, Flip, Mark Knight, Daniel Sanchez & Juan Sanchez, Martin Solveig, Hardwell | Innerspace                                                             |
| 17 maart 2012     | Ethias Arena, Hasselt, België                                   | Mr. White, Daniel Sanchez & Juan Sanchez, Mark Knight, Afrojack, Sander van Doorn, Dada Life | Innerspace                                                             |
| 14 april 2012     | Estacion Mapocho, Santiago, Chili                               | Mr. White, Funkagenda, Chuckie, 2000 and One, Luciano | Celebrate Life with House                                              |
| 21 april 2012     | Romexdom, Boekarest, Roemenië                                   | Mr. White, Greeg & Onuc, Pete Tong, Eric Prydz, Fedde le Grand, Hardwell | Ocean of White                                                         |
| 5 mei 2012        | Kiev International Exhibition Center, Kiev, Oekrainië           | Mr. White, DJ Steve Lawler, Axwell, Sébastien Léger, Daniel Sanchez & Juan Sanchez | Innerspace                                                             |
| 12 mei 2012       | Beogradska Arena, Belgrado, Servië                              | Mr. White, Dennis Ferrer, Sunnery James & Ryan Marciano, Fedde le Grand, Daniel Sanchez & Juan Sanchez, Hardwell | Innerspace                                                             |
| 19 mei 2012       | O2 Arena, Praag, Tsjechië                                       | Mr. White, Deniz Koyu, Mark Knight, Axwell, Sander van Doorn, Daniel Sanchez & Juan Sanchez | Innerspace                                                             |
| 2 juni 2012       | São Paulo, Brazilië                                             | Mr. White, Dennis Ferrer, Armand van Helden, Fedde le Grand, Joris Voorn & 2000 and One, Wehbba | Celebrate Life with House                                              |
| 11 juni 2012      | Peterburgsky SKK Ice Palace Arena, St. Petersburg, Rusland      | Mr. White, Matisse & Sadko, Alexey Romeo, Axwell, Sander van Doorn, Daniel Sanchez & Juan Sanchez | Innerspace                                                             |
| 7 juli 2012       | Amsterdam Arena, Amsterdam, Nederland                           | Mr. White, Dennis Ferrer, Mark Knight, De Man Zonder Schaduw, Riva Starr, Hardwell | Source of Light                                                        |
| 21 juli 2012      | Kintex, Seoul, Zuid-Korea                                       | Mr. White, Funkagenda, Fedde le Grand, Nic Fanciulli, Sébastian Léger | Ocean of White                                                         |
| 18 augustus 2012  | Impact Arena, Bangkok, Thailand                                 | Mr. White, Riva Starr, Fedde le Grand, Deniz Koyu, The Man With No Shadow | Ocean of White                                                         |
| 15 september 2012 | Telenor Arena, Oslo, Noorwegen                                  | Mr. White, Dennis Ferrer, Daniel Sanchez & Juan Sanchez, Mark Knight, Afrojack, Hardwell | Innerspace                                                             |
| 29 september 2012 | Kaohsiung, Taiwan                                               | Mr. White, Sebastien Leger, Fedde le Grand, 2000 and One, Sunnery James & Ryan Marciano | Ocean of White                                                         |
| 13 oktober 2012   | Esprit Arena, Dusseldorf, Duitsland                             | Mr. White, The Man With No Shadow, Steve Angello, Moguai, Moonbootica | Source of Light                                                        |
| 13 oktober 2012   | Ataköy Athletics Arena, Istanboel, Turkije                      | Mr. White, Dennis Ferrer, Fedde le Grand B2B Deniz Koyu, Sunnery James & Ryan Marciano, Daniel Sanchez & Juan Sanchez | Wicked Wonderland                                                      |
| 26 oktober 2012   | Barclays Center Brooklyn, New York, Verenigde Staten            | Mr. White, Dennis Ferrer, Fedde le Grand, Joris Voorn, Nic Fanciulli | Innerspace                                                             |
| 27 oktober 2012   | Barclays Center Brooklyn, New York, Verenigde Staten            | Mr. White, Danny Tenaglia, Fedde le Grand, 2000 and One, Mark Knight | Innerspace                                                             |
| 3 november 2012   | Parken Arena, Kopenhagen, Denemarken                            | Mr. White, Rivastarr, The man with no shadow, Sharam, Sander van Doorn | Source of Light                                                        |
| 9 maart 2013      | Ethias Arena, Hasselt, België                                   | Mr. White, 2000 and One, Nic Fanciulli, Fedde le Grand, Sunnery James & Ryan Marciano, Yves V | Source of Light                                                        |
| 6 april 2013      | Romexpo, Boekarest, Roemenië                                    | Mr. White, Sebastien Leger, Sunnery James & Ryan Marciano, Mark Knight, NO_ID, Funkerman | Source of Light                                                        |
| 13 april 2013     | Unipol Arena, Bologna, Italie                                   | Mr. White, Riva Starr, Mark Knight, Sunnery James & Ryan Marciano, Tim Mason | Source of Light                                                        |
| 13 april 2013     | Estacion Mapocho, Santiago, Chili                               | Mr. White, Deniz Koyu, AN21 & Max Vangeli, Daniel Sanchez & Juan Sanchez, Nic Fanciulli | Innerspace                                                             |
| 25 mei 2013       | Praag, Tsjechië                                                 | Mr. White, Sebastien Leger, Funkerman, Sunnery James & Ryan Marciano, Nicky Romero, Bingo Players | Source of Light                                                        |
| 1 juni 2013       | Rogers Centre, Toronto, Canada                                  | Mr. White, 2000 and One, Sunnery James & Ryan Marciano, Fedde Le Grand, Eric Prydz, Otto Knows | Ocean of White                                                         |
| 8 juni 2013       | Sint Petersburg, Rusland                                        | Mr. White, Kaiserdisco, Mark Knight, Sunnery James & Ryan Marciano, Pete Tong, Swanky Tunes | Source of Light                                                        |
| 15 juni 2013      | São Paulo, Brazilië                                             | Mr. White, Do Santos b2b Anderson Noise, Sunnery James & Ryan Marciano, Funkagenda b2b Michael Woods, Deniz Koyu b2b Dberrie | Innerspace                                                             |
| 6 juli 2013       | Amsterdam Arena, Amsterdam, Nederland                           | Mr. White, Nic Fanciulli, Sunnery James & Ryan Marciano, Nicky Romero, Fedde le Grand, Mark Knight | Into the Wild                                                          |
| 7 september 2013  | Coca Cola Dome, Johannesburg, Zuid-Afrika                       | Mr. White, Nic Fanciulli, Sunnery James & Ryan Marciano, Daniel Sanchez & Juan Sanchez, Thomas Gold | Innerspace                                                             |
| 14 september 2013 | Oracle Arena, San Francisco, Verenigde Staten van Amerika       | Mr. White | Ocean of White                                                         |
| 28 september 2013 | Kaohsiung, Taiwan                                               | Mr. White | Wicked Wonderland                                                      |
| 5 oktober 2013    | MGM Grand Garden Arena, Las Vegas, Verenigde Staten van Amerika | Mr. White | Ocean of White                                                         |
| 12 oktober 2013   | American Airlines Arena, Miami, Verenigde Staten van Amerika    | Mr. White | Ocean of White                                                         |
| 26 oktober 2013   | Barclays Center, New York, Verenigde Staten van Amerika         | Mr. White | Ocean of White                                                         |
| 30 november 2013  | Ilsan Kintex, Korea                                             | Mr. White | Wicked Wonderland                                                      |
| 29 januari 2014   | BITEC Bangna, Bangkok, Thailand                                 | Mr. White | Wicked Wonderland                                                      |
| 25 april 2014     | Unipol Arena, Bologna, Italië                                   | Mr. White, Nervo, Olivier Heldens, Hardwell, Dyro | Into the Wild                                                          |
| 7 juni 2014       | SKK Arena, Sint Petersburg, Rusland                             | Mr. White, Nervo, Olivier Heldens, Hardwell, Dyro | Into the Wild                                                          |
| 5 juli 2014       | Amsterdam Arena, Amsterdam, Nederland                           | Mr. White, Chuckie, Nicky Romero, Martin Garrix, Dimitri Vegas & Like Mike, NERVO | Welcome to the Pleasuredome                                            |
| 31 oktober 2014   | Dubai, Verenigde Arabische Emiraten                             | | Source of Light                                                        |
| 4 juli 2015       | Amsterdam Arena, Amsterdam, Nederland                           | Mr. White, Marco V, Oliver Heldens, Bakermat, Laidback Luke, Fedde le Grand, Sander van Doorn | The Legacy                                                             |
| 2 juli 2016       | Amsterdam Arena, Amsterdam, Nederland                           | Mr. White, David Guetta, Robin Schulz, Nicky Romero, Sam Feldt, Don Diablo, Yax.X, Yellow Claw | Angels and Demons                                                      |
| 8 juli 2017       | Amsterdam Arena, Amsterdam, Nederland                           | Mr. White, Sunnery James & Ryan Marciano, Fedde le Grand, Tiesto, Hardwell, Axwell, Sebastian Ingrosso, MC Gee | The Final                                                              |
| 10 feb 2018       | Indonesia Convention Exhibition, Tangerang, Indonesië           | Mr. White | Sensation                                                              |
| 5 mei 2018        | Gocheok Sky Dome, Seoel, Zuid-Korea                             | Mr. White | Celebrate Life                                                         |
| 12 mei 2018       | Teatro Banamex, Monterrey, Mexico                               | Mr. White | Rise                                                                   |
| 19 mei 2018       | Arena Ciudad de Mexico, Mexico City, Mexico                     | Mr. White | Rise                                                                   |
| 23 jun 2018       | O2 Arena, Praag, Tsjechië                                       | Mr. White | Rise                                                                   |
| 29 jul 2018       | BITEC, Bangkok, Thailand                                        | Mr. White | Rise                                                                   |
| 13 okt 2018       | Gliwice Hala, Gliwice, Polen                                    | Mr. White |                                                                        |
| 27 okt 2018       | Gachibowli Indoor Stadium, Hyderabad, India                     | Mr. White | Rise                                                                   |
| 3 nov 2018        | IFEMA, Madrid, Spanje                                           | Mr. White |                                                                        |
| 2 juli 2022       | Amsterdam Arena, Amsterdam, Nederland                           | Noizu, Franky Rizardo, Acraze, Diplo & MK, Sunnery James & Ryan Marciano, Oliver Heldens, Malaa, MC Gee | Sensation                                                              |